# Incisa in Val d'Arno
Incisa in Val d'Arno és un antic municipi italià, situat a la regió de la Toscana i a la ciutat metropolitana de Florència. L'any 2006 tenia 5.957 habitants.
L'1 de gener 2014 es va fusionar amb el municipi de Figline Valdarno creant així el nou municipi de Figline e Incisa Valdarno.